# 半明正之
半明 正之（はんみょう まさゆき、1940年（昭和15年）11月8日 - 2016年（平成28年）8月29日）は、JFEスチール元会長。香川県善通寺市出身。川崎製鉄との経営統合を決めた下垣内洋一の後を受け、NKKの最後の社長として統合実現にあたる。

## 略歴
- 1963年:東京大学工学部冶金学科卒業、日本鋼管（NKK）入社
- 1992年:NKK取締役
- 1996年:NKK常務・福山製鉄所長
- 1999年:NKK副社長（技術担当）
- 2002年:NKK社長
- 2003年:JFEスチール会長
- 2007年:JFEスチール相談役
- 2016年:死去。75歳没。

技術畑出身でNKK社長となった珍しいケース。経営統合相手の川崎製鉄には技術出身者が社長となる慣例があり、下垣内洋一前社長がそれを意識したようだ。

## 語録
- 「後処理のうまい人間より、先手を打てる人間になれ」（『プレジデント』より）